# Silvia Hildegard Haneklaus
Silvia Hildegard Haneklaus (* 17. Oktober 1959 in Rheine, Nordrhein-Westfalen) ist eine deutsche Agrarwissenschaftlerin, spezialisiert auf Pflanzenernährung, Bodenkunde und Düngung.

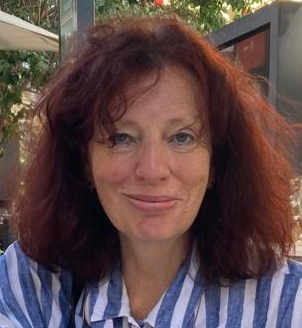
Silvia Hildegard Haneklaus, Dezember 2021 in Kairo

## Leben und Ausbildung
Haneklaus wurde am 17. Oktober 1959 als drittes Kind des Maschinenbauingenieurs Karl Haneklaus und seiner Frau Erna, geb. Geburzky, in Rheine geboren und katholisch getauft. Sie lebt in Goslar und Whitby, Großbritannien.

### Ausbildung
Haneklaus besuchte ab 1966 die katholische Johannes-Grundschule in Rheine-Eschendorf und von 1970 an das Emsland-Gymnasium in Rheine. Sie studierte ab 1978 Landwirtschaft mit Fachrichtung Pflanzenproduktion an der Christian-Albrechts-Universität zu Kiel (CAU), wo sie 1985 ihr Diplom im Fach Pflanzenernährung mit einer Arbeit zur Essentialität von Chlor erlangte.
1989 promovierte sie an derselben Fakultät zum „Dr. sc. agr.“ mit einer Arbeit über Düngungsstrategien zur Minderung der Aufnahme von Radionukliden als Folge des Reaktorunfalls in Tschernobyl.

## Wissenschaftlicher Werdegang
Von 1990 bis 1991 war Haneklaus Leiterin des Transferprojektes für Technologien des Precision Farming (PF) am Institut für Pflanzenernährung und Bodenkunde der CAU. Dort organisiert sie 1991 den ersten internationalen Workshop zum Computer Aided Farming (CAF, Vorläufer des PA). Von 1991 bis 1992 arbeitete sie als freie Mitarbeiterin in PA für den Danish Agricultural Advisory Service und leitete die Abteilung Remote sensing am „Institut für Landwirtschaftliche Innovationen und Technologien (ILLIT) GmbH“ in Kiel. 1992 wurde Haneklaus hauptamtliche Wissenschaftlerin und ab 1993 Wissenschaftliche Oberrätin am Institut für Pflanzenernährung und Bodenkunde der Bundesforschungsanstalt für Landwirtschaft in Braunschweig (FAL, seit 2008 Julius-Kühn-Institut (JKI) in Braunschweig). Dort richtete sie gemeinsam mit Ewald Schnug international anerkannte Kompetenzzentren für Fragen der Schwefelernährung von Kulturpflanzen und Schwefel-induzierte Resistenz (SIR) sowie für das Local Resource Management (LRM) ein. Mit LRM wurde die Erforschung der agrikulturchemischen Grundlagen für Precision Agriculture weltweit erstmals in das Konzept eines Institutes der Ressortforschung implementierte. 2002 wurde Haneklaus zur Direktorin und Professorin an der FAL ernannt. 2010 wurde sie als Generalsekretärin des „Internationalen Wissenschaftlichen Zentrums für Düngemittel (CIEC)“ berufen.

## Auszeichnungen

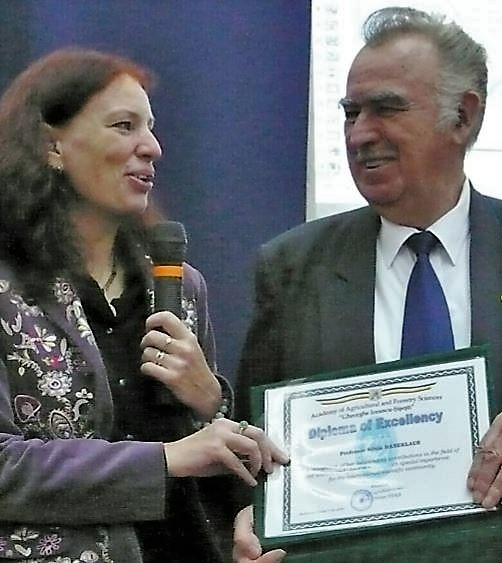
Verleihung des „Diploma of Excellence“ an Silvia Hildegard Haneklaus durch den Präsidenten der Akademie für Land- und Forstwissenschaften, Gheorghe Ionescu-Şişeşti (A.A.F.S.) in Bukarest durch Cristian Hera

- 2008: Diploma of Excellency of the Romanian Academy of Agricultural and Forestry Sciences ‘Gheorghe Ionescu-Şişeşti’[5][6]
- 2022: Appointment as Visiting Professor at the ‘Institute of Applied Ecology’ of the Chinese Academy of Science.[7]

## Forschungsschwerpunkte
Haneklaus war maßgeblich an der Entwicklung der RFA Röntgenfluoreszenz-Methode zur Bestimmung des Gesamtglucosinolat-Gehaltes von Raps beteiligt, die in 1987 erst die Praxiseinführung neuer, glucosinloatarmer Sorten (00-Raps) ermöglichte. Schwerpunkte ihrer Forschungsarbeit waren die Schwefelstoffwechsel und Schwefeldüngung von Kulturpflanzen unter besonderer Berücksichtigung der natürlichen Resistenz gegen Umweltstress und Parasitenm. Ihr besonderer Beitrag zur Schwermetallforschung die Erforschung von Umsetzung und Verbleib sowie ernährungsphysiologischer und pathologischer Effekte von Aktiniden und Lanthaniden auf Menschen.

## Publikationen (Auswahl)
- mit E. Schnug (1987): Indirekte Bestimmung des Gesamtglucosinolatgehaltes von Rapssamen mittels Röntgenfluoreszenzanalyse. In: Fresenius Z. Anal. Chem. 326, 1987, S. 441–445.
- mit E. Bloem und E. Schnug (2003): “The global sulphur cycle and its link to plant environment”. In: Abrol YP, Ahmand A (eds.), Sulphur in Plants. Kluwer Academic, Dordrecht, The Netherlands, S. 1–28.
- mit E. Schnug (2005): Sulphur deficiency symptoms in oilseed rape (Brassica Napus L.) – The aesthetics of starvation. In: Phyton (Horn). Band 45, Nr. 3, 2005, S. 79–95 (englisch, zobodat.at [PDF; 4,7 MB; abgerufen am 20. April 2023]).
- mit E. Schnug, L. J. De Kok, I. Stulen und E. Bloem (2006): Sulfur. In: Barker and Pilbeam (eds.): Handbook of Plant Nutrition. CRC Press, Boca Raton, Florida 2006, S. 183–238.
- mit E. Schnug (2006): Site specific nutrient management – objectives, current status and future research needs. In: A. Srinivasan (eds.): Precision Farming – A global perspective. Marcel Dekker, New York, 91–151.
- mit E. Schnug (2008): A critical evaluation of phytoextraction on uranium contaminated agricultural soils. In: Loads and Fate of Fertilizer Derived Uranium, S. 111–125. Ediert durch L. J. De Kok und E. Schnug. Backhuys Publishers, Leiden, The Netherlands.
- mit E. Schnug, M. Birke, N. Costa, F. Knolle, J. Fleckenstein, K. Panten und H. Lilienthal (2008): Uranium in German mineral and tap waters. In: Loads and Fate of Fertilizer Derived Uranium, S. 11–22. Ediert durch L. J. De Kok und E. Schnug. Backhuys Publishers, Leiden, The Netherlands.
- mit E. Schnug (2016): Glucosinolates – The Agricultural Story. In S. Kopriva (Ed.), Glucosinolates. S. 281–302, 2016 Elsevier Ltd., ISBN 978-0-08-100327-5.
- mit E. Schnug (2016): “The Enigma of Fertilizer Phosphorus Utilization”. In: Phosphorus in Agriculture: 100 % Zero, S. 7–26, Springer, 2016, DOI:10.1007/978-94-017-7612-7 2
- mit E. Schnug (2018): “Hungry Plants — A Short Treatise on How to Feed Crops under Stress” Agriculture 2018, 8, 43; doi:10.3390/agriculture8030043
- mit H. Windmann, M. Maekawa, L. Zhang und E. Schnug (2021): Diet Controls Uranium Intake and Aggravates Health Hazards. Medical Research Archives 2021.
- mit A. Dollacker, R. Oppermann und R. de Graeff (2021): "Dually-beneficial habitats serve as a practical biodiversity mainstreaming tool in European crop production". In: Journal of cultivated plants. 73, S. 53–71. Doi:10.5073/JfK.2021.03-04.01